# 112 (求救电话)

欧盟112求救電話

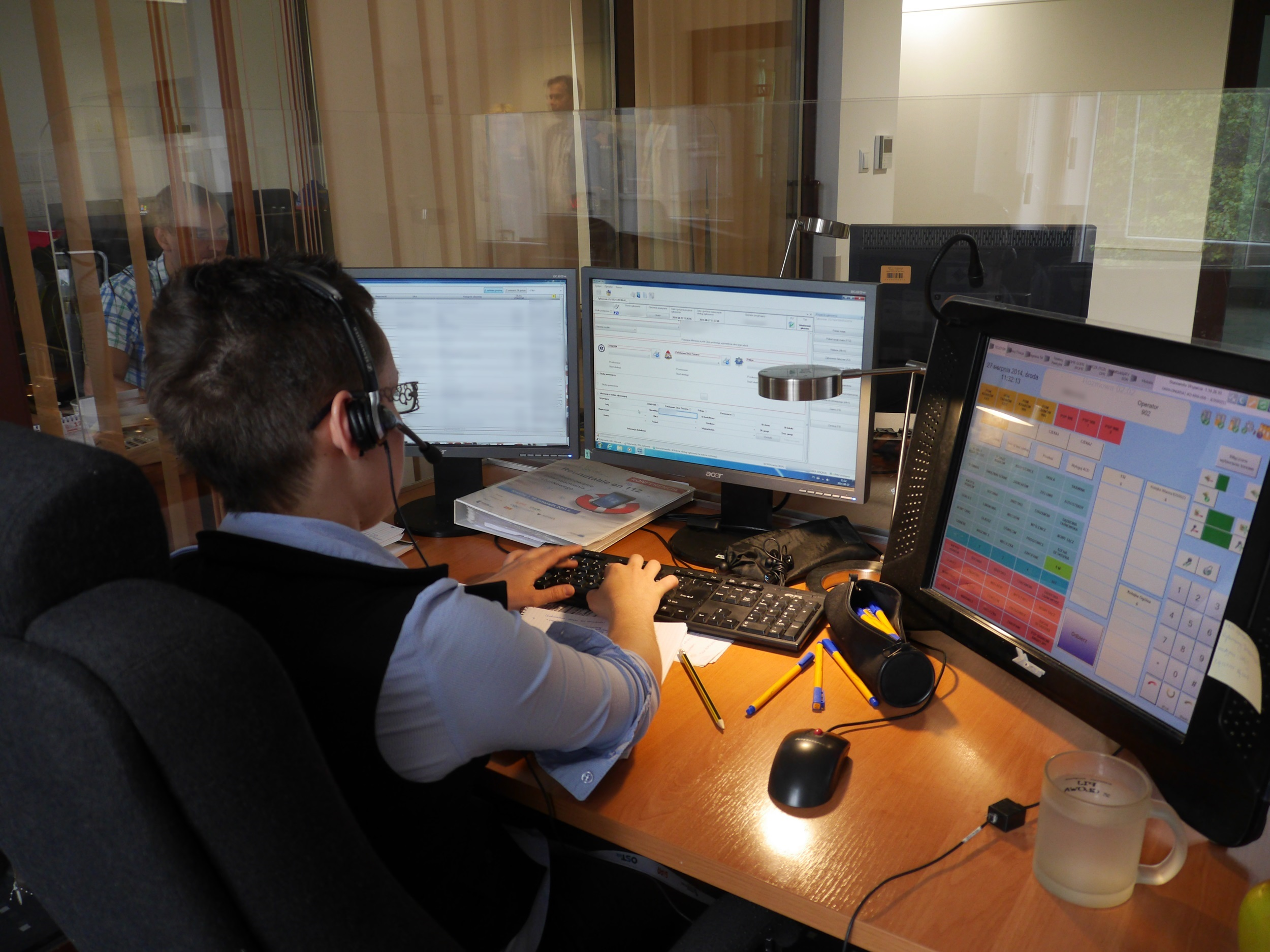
克拉科夫紧急通知中心的工作人员正在处理求救电话信息

112是欧盟境内多数国家通用的求救電話號碼，也被一些欧盟境外国家采用。美国、加拿大的求救电话是911。中国大陆、日本、台灣的求救电话是110或119。英聯邦國家/地區和前英聯邦的地區（例如香港）及澳門的求救號碼是999。
绝大多数使用GSM的手機網路的系統，发生紧急情况时，只要在手機是有電力、且可收到任何一個移動電話網路訊號的狀況下，就算手機沒有插入SIM卡或被鎖定，仍可免費直撥「112」發出求救訊號，語音應答系統就會為求援者轉接至該國家或地區的緊急救助電話中心。
這種緊急求救的功能使全球GSM移动电话網路和手機的安全更多了一項保障，并广泛使用于欧盟地区。在大多数其他國家，112會直接接通每個國家的正確求救電話。

## 好處
使用112作為求救電話有多個好處：
- 使用不同號碼：使用兩個不同數字112，比起三個一樣的數字（例如999）的好處是較不會因為錯誤按壓而撥號。
- 使用較前數字：使用較前數字（1、2）比起使用較後數字（9、0）的好處是若果使用絞盤電話，所需時間較少，而且即使絞盤被鎖上也能撥號。

## 中国大陆
中国大陆的紧急号码为110（公安）、119（火警）、120（急救）和122（交通故障），北京地区还可拨打999接入北京市红十字会紧急救援中心。
由于112和911并不是中国大陆地区的紧急号码，因此固定电话和移动电话拨打后听到的均为提示录音（先中文后英文，播报两次后自动挂断，录音的具体内容详见下文），无法转接至110、119、120、122的人工台。同时在手机无信号、手机SIM卡被锁定及拔出、手机欠费停机时，拨打112和911可能会无法接通。
部分非国行或水货手机即便插入SIM卡且有信号时拨打110、119、120、122时，由于未针对中国市场进行本地化适配，导致这些号码被转接到了112国际求救电话上，导致出现提示录音，无法呼叫对应号码。对此的解决策略一般是在紧急号码前加拨当地区号，如010-110、021-119、0571-120等。

### 中国移动、中国广电
拨打112或911，以及无SIM卡时拨打110、119、120或122时，聽到的錄音内容是：
- 您好，匪警请拨110，火警请拨119，急救中心请拨120，交通故障请拨122。
- For police dial 110, to report the fire dial 119, for an ambulance dial 120, to report the traffic accident dial 122.

在北京以外地区拨打999（在不加拨010区号的情况下），听到的自动语音为：
- 您的号码有误，请查证后再拨。
- The number is incorrect, please check and dial again.

### 中国联通
拨打112、911或999（北京以外），以及无SIM卡时拨打110、119、120或122时，聽到的錄音内容是：
- 您好，匪警请拨110，火警请拨119，急救中心请拨120，交通故障请拨122，市话障碍请在112前加拨长途区号。
- Hello, please dial 110 for police, 119 for fire, 120 for ambulance, 122 for traffic accident, and dial area code before 112 for fixed phone obstacle.

### 中国电信
拨打112、911或999（北京以外），以及无SIM卡时拨打110、119、120或122时，聽到的錄音内容是：
- 您好，您拨打的号码不正确，请查正后再拨。
- Sorry, the number you've dialed is not correct, please check it and redial.

如果手机中未插入SIM卡，听到的录音内容是：
- 您好，您的号码没有开通这项业务。
- Sorry, you didn't apply for this service.

## 香港
在香港境內用手機撥打112將會轉駁至香港警務處的999指揮及控制中心，流動電話網絡訊號微弱的郊野公園或鄉郊地方均可使用此緊急電話號碼。

## 中華民國
在中華民國，早期將112用作電話障礙申告用。引進GSM後，為與GSM標準一致，因此將電話障礙申告納入市內電話的服務專線號碼123之內，112便與國際一樣用作緊急求救電話。手機只要收得到任一家電信業者的訊號，即使沒有安裝SIM卡也可撥打112。接通112後需依語音指示，按"0"以轉接到當地警察局（110）或按"9"以轉接到當地消防局（119）。
如手機具有SIM卡而能正常通話，也可以直接撥110或119：
- 119 當地消防局。火災、急難救助等。
- 110 當地警察局。治安事件、交通事故等報警或求援。

## 另見
- 緊急求助電話